# Anisomorpha
Anisomorpha is een geslacht van Phasmatodea uit de familie Pseudophasmatidae. De wetenschappelijke naam van dit geslacht is voor het eerst geldig gepubliceerd in 1835 door Gray.

## Soorten
Het geslacht Anisomorpha omvat de volgende soorten:
- Anisomorpha buprestoides (Stoll, 1813)
- Anisomorpha clara Conle, Hennemann & Perez-Gelabert, 2006
- Anisomorpha ferruginea (Palisot de Beauvois, 1805)
- Anisomorpha paromalus Westwood, 1859